# Alavere (Vinni)
Alavere es un pueblo en la municipio de Vinni en el condado de Lääne-Viru, en el noreste de Estonia.